# Odbor za svemirska istraživanja
Odbor za svemirska istraživanja (Committee on Space Research, skraćeno COSPAR ) osnovan je 1958. godine. Njegov osnivač je Međunarodno vijeće za znanstvene unije (ICSU). Glavni ciljevi COSPAR-a su promicanje znanstvenog istraživanja u svemiru na međunarodnoj razini, s naglaskom na slobodnu razmjenu rezultata, informacija i mišljenja, te osiguravanje foruma, otvorenog za sve znanstvenike, za raspravu o problemima koji mogu utjecati na istraživanje svemira. Ti se ciljevi postižu organizacijom simpozija, publikacijama i drugim sredstvima. COSPAR je stvorio niz istraživačkih programa o različitim temama, nekoliko u suradnji s drugim znanstvenim zajednicama.
Svake dvije godine COSPAR saziva Generalnu skupštinu (koja se naziva i Znanstvena skupština). Riječ je o konferencijama koje trenutno okupljaju gotovo tri tisuće istraživača svemira. Generalna skupština u Istanbulu otkazana je zbog pokušaja turskog državnog udara 2016. godine. 

## Znanstvena struktura

### Znanstvene komisije
Znanstvena komisija A bavi se istraživanje zemljine površine, meteorologijom i klimom.
- Radna skupina za GEO
- Potkomisija A1 za atmosferu, meteorologiju i klimu
- Potkomisija A2 za dinamiku oceana, produktivnosti i kriosferu
- Potkomisija A3 za zemaljske procese i morfologiju

Znanstvena komisija B bavi se istraživanjem sustava Zemlja-Mjesec, planeta i malih tijela Sunčevog sustava.
- Potkomisija B1 za mala tijela
- Potpovjerenstvo B2 za međunarodnu koordinaciju svemirskih tehnika za geodeziju (zajednička potkomisija s IUGG/IAG Komisijom I za referentne okvire)
- Podkomisija B3 za Mjesec
- Potkomisija B4 za terestričke planete
- Potkomisija B5 za vanjske planete i satelite
- Potkomisija B6/E4 za otkrivanje, karakterizaciju i modeliranje egzoplaneta

Znanstvena komisija C navi se istraživanjem gornjih slojeva atmosfere Zemlje i planeta, uključujući referentne atmosfere.
- Potkomisija C1 za gornju Zemljinu atmosferu i ionosferu
- Potkomisija C2 za Zemljinu srednju atmosferu i donju ionosferu
- Potkomisija C3 za planetarne atmosfere i aeronomiju
  - Radna skupina za referentne atmosfere planeta i satelita (RAPS)
  - Radna skupina URSI/COSPAR za međunarodnu referentnu ionosferu (IRI)
  - COSPAR/URSI radna skupina za referentne atmosfere, uključujući ISO WG4 (CIRA)
- Potkomisija C5/D4 za teoriju i opažanja aktivnih eksperimenata

Znanstvena komisija D bavi se istraživanjem plazme u Sunčevom sustavu, uključujući planetarne magnetosfere.
- Potkomisija D1 za heliosferu
- Potkomisija D2/E3 o prijelazu sa Sunca u heliosferu
- Potkomisija D3 za magnetosfere
- Potkomisija C5/D4 za teoriju i opažanja aktivnih eksperimenata

Znanstvena komisija E bavi se astrofizičkim istraživanjima iz svemira.
- Potkomisija E1 za galaktičku i ekstragalaktičku astrofiziku
- Potkomisija E2 za Sunce
- Potkomisija D2/E3 za Sunce i heliosferu
- Potkomisija B6/E4 za otkrivanje, karakterizaciju i modeliranje egzoplaneta

Znanstvena komisija F bavi se znanosti o životu u vezi sa svemirom.
- Potkomisija F1 za gravitacijsku i svemirsku biologij
- Potkomisija F2 za radijacijsko okruženje, biologiju i zdravlje
- Potkomisija F3 za astrobiologiju
- Potkomisija F4 za prirodne i umjetne ekosustave
- Potkomisija F5 za gravitacijsku fiziologiju u svemir

Znanstvena komisija G bavi se znanosti o materijalima u svemiru.
Znanstvena komisija H bavi se fundamentalnom fizikom u svemiru.

## Politika planetarne zaštite
Odgovarajući na zabrinutost znanstvene zajednice da bi svemirske misije na Mjesec i druga nebeska tijela mogle ugroziti njihova buduća znanstvena istraživanja, 1958. Međunarodno vijeće znanstvenih unija (ICSU) osnovalo je ad-hoc Odbor za kontaminaciju izvanzemaljskim istraživanjem (CETEX) koji će pružiti savjete o tim pitanjima. Sljedeće godine taj je mandat prebačen na novoosnovani Odbor za svemirska istraživanja (COSPAR), koji se kao interdisciplinarni znanstveni odbor ICSU-a (danas Međunarodno znanstveno vijeće - ISC ) smatrao prikladnim mjestom za nastavak rada. CETEX-a. Od tog vremena, COSPAR je osigurao međunarodni forum za raspravu o takvim pitanjima pod terminima "planetarna karantena" i kasnije "planetarna zaštita", te je formulirao COSPAR-ovu politiku planetarne zaštite s pripadajućim zahtjevima implementacije kao međunarodnog standarda za zaštitu od međuplanetarne biološke i organskom kontaminacijom, a nakon 1967. kao vodič za poštivanje članka IX Ugovora Ujedinjenih naroda o svemiru u tom području ( ).
Politika planetarne zaštite COSPAR-a i njeni zahtjevi nisu pravno obvezujući prema međunarodnom pravu, već je međunarodno dogovoreni standard s provedbenim smjernicama za usklađenost s člankom IX Ugovora o svemiru. Države stranke Ugovora o svemiru odgovorne su za nacionalne svemirske aktivnosti prema članku VI. ovog Ugovora, uključujući aktivnosti vladinih i nevladinih tijela. Država je ta koja će u konačnici biti smatrana odgovornom za nezakonite radnje koje su počinili njezini subjekti jurisdikcije.
Ažuriranje politike planetarne zaštite COSPAR-a, nastalo kao odgovor na nova otkrića ili temeljem posebnih zahtjeva, proces je koji uključuje imenovane članove COSPAR panela za planetarnu zaštitu koji predstavljaju, s jedne strane, svoje nacionalno ili međunarodno tijelo odgovorno za usklađenost s Ugovorom Ujedinjenih naroda o svemiru iz 1967. te s druge strane, COSPAR-ove znanstvene komisije B – svemirska istraživanja sustava Zemlja-Mjesec, planeta i malih tijela Sunčevog sustava i F – znanosti o životu u vezi sa svemirom. Nakon postizanja konsenzusa među uključenim stranama, predloženu preporuku za ažuriranje Politike formulira COSPAR Panel za planetarnu zaštitu te ju dostavlja Uredu COSPAR na pregled i odobrenje.

Nedavno ažurirana COSPAR politika o zaštiti planeta objavljena je u izdanju COSPAR-ovog časopisa Space Research Today u kolovozu 2020. Sadrži neka ažuriranja u odnosu na prethodno odobrenu verziju ( ) na temelju preporuka koje je formulirao Panel i odobrio COSPAR ured.